# 托马斯·韦尔什 (赛艇运动员)
托马斯·韦尔什（英語：Thomas Welsh，1977年5月6日—），美国男子赛艇运动员。他曾代表美国参加世界赛艇锦标赛，获得二枚金牌。他也参加了2000年夏季奥林匹克运动会。